# Битва у пролива Дрёбак
Битва у пролива Дрёбак или Затопление «Блюхера» (норв. Senkingen av «Blücher») — сражение, произошедшее 9 апреля 1940 года в проливе Дрёбак в ходе немецкого вторжения в Норвегию.

## Военно-стратегическая ситуация
С началом мировой войны Норвегия официально заявила о нейтралитете, но правительство было склонно встать на сторону антигитлеровской коалиции в случае вторжения немецких войск.
Немецкий флот во главе с тяжелым крейсером «Блюхер» был развернут во фьорде Осло в рамках операции «Везерюбунг» с целью вторжения в Норвегию. Этому флоту было поручено захватить норвежскую столицу и взять в плен короля Хокона VII и его правительство. Тем не менее, нужно было пройти мимо старой крепости Оскарсборг, недалеко от Дрёбака. Эта крепость использовалась для обучения солдат береговой артиллерии, и немцы игнорировали ее оборонительное значение. Однако самым мощным вооружением крепости была торпедная батарея, о чем было неизвестно немецкой военной разведке.
Ещё вечером 8 апреля капитан китобойного судна Лейф Вельдинг-Ольсен сообщил об обнаружении двух немецких военных кораблей. Сам капитан погиб в результате попадания снаряда из немецкого торпедного катера.

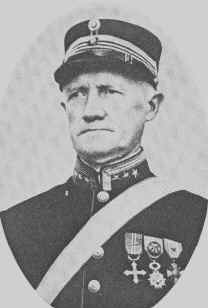
Полковник Биргер Эриксен

Утром 9 апреля 1940 года немецкий флот был замечен в Осло-фьорде. Немецкий флот прошел мимо крепостей, расположенных южнее Осло-фьорда и получил оттуда предупредительные выстрелы. Немного позже комендант крепости Оскарсборг полковник Биргер Эриксен получил сообщение из крепости Ослофьорд о том, что военные корабли противника миновали норвежские укрепления, проигнорировав предупредительный выстрел.
У полковника Эриксена было в распоряжении 407 солдат, 18 береговых и 11 зенитных орудий, а также торпедная батарея. Кроме офицеров, почти все солдаты были новобранцами, которых призвали всего за неделю до событий. К 9 апреля морские мины не были установлены, так как предполагалось это сделать несколько дней позже. Командир торпедной батареи болел, и А. Андерссен был назначен временным командиром батареи.

## Ход боя
Поскольку немецкие корабли продолжали двигаться по фьорду в сторону столицы, полковник Эриксен решил, что имеет право считать их вражескими военными кораблями и вступать с ними в бой.
В 04:21 Эриксен отдал приказ орудиям главной батареи открыть огонь по флагману немецкой флотилии, продвигавшемуся к Осло. Эриксен добавил:
"Либо я буду награжден, либо предстану перед военным трибуналом".
Два 255-кг фугасных снаряда из 28-см орудий Круппа «Мозес» и «Арон» поразили немецкий крейсер «Блюхер» с дистанции 1,8 км.
Первый 28-см снаряд попал в «Блюхер» прямо перед кормовой мачтой и поджег мидель до носовой мачты. Вскоре после этого второй 28-см снаряд попал в основание одной из носовых 20,3-см орудийных башен, выбросив ее крупные части в фьорд и вызвав дальнейший пожар на борту.
Так как первый снаряд пробил борт корабля и взорвался внутри отсека, в котором находились канистры с маслом, дымовые шашки, зажигательные бомбы, авиабомбы для разведывательных самолетов Arado Ar 196 и глубинные бомбы для крейсера, в результате возник сильный пожар. Второй 28-см снаряд вывел из строя систему электроснабжения главных орудий корабля, лишив их возможности открыть ответный огонь.
Пока на борту «Блюхера» бушевал пожар, резервные норвежские береговые батареи стали обстреливать его из орудий разного калибра — из двух небольших 57-мм орудий батареи «Хусвик» и трех 15-см орудий батареи «Копос» на восточной стороне фьорда. Более крупные орудия устроили хаос на борту «Блюхера», в то время как 57-мм орудия сосредоточились на надстройках крейсера и зенитном вооружении, а также частично смогли подавить огонь его легкой артиллерии, когда «Блюхер» медленно проплывал мимо батарей.
Батарею «Хусвик» пришлось оставить, когда «Блюхер» прошел перед ней, ведя огонь из своих легких орудий. Несмотря на то что главное здание батареи загорелось, норвежцы не понесли потерь. В общей сложности тринадцать 15-см снарядов и около тридцати 57-мм снарядов попали в немецкий крейсер, когда он проходил мимо орудий вспомогательных батарей крепости.
Один из 15-см снарядов с «Копоса» вывел из строя рулевое устройство «Блюхера» и заставил команду крейсера управлять им с помощью двигателей, чтобы не сесть на мель. Осколками снарядов двух норвежских батарей была выведена из строя и система пожаротушения «Блюхера», что значительно усложнило попытки борьбы с пожарами на корабле и спасения многочисленных раненых.
Проходивший линию огня орудийных батарей крепости, крейсер горел и был серьезно поврежден, но его капитан все еще надеялся, что ему удастся спасти свой корабль. Однако в 04:30, когда «Блюхер» проходил на дистанции 500 м мимо торпедной батареи, Андерссен приказал открыть огонь. Первая торпеда попала вблизи носовой башни «Блюхера», нанеся лишь незначительные повреждения. Для запуска второй торпеды цель была скорректирована, и торпеда попала в мидель «Блюхера», попав в то же место, что и первый снаряд. В результате попадания второй торпеды все двигатели были выведены из строя, после чего крейсер встал на якорь севернее островов Аскхольмен вне зоны обстрела из орудий, чтобы попытаться потушить пожар, охвативший все судно.
В 06:22 «Блюхер» затонул носом вперед в Осло-фьорде. Большое количество всплывшей нефти накрыло около двух тысяч матросов и солдат, плававших в ледяной воде. Нефть быстро загорелась.
Увидев гейзеры воды от подводных взрывов на «Блюхере» и не зная о торпедной батарее, командир тяжелого крейсера «Лютцов» предположил, что флагманский корабль налетел на мины, и в 04:40 было принято решение повернуть назад и высадить силы вторжения вне пределов досягаемости батарей Оскарсборга.
Во время отхода флота противника норвежцам удалось повредить «Лютцов»: 15-см орудия батареи «Копос» сделали три выстрела и вывели из строя носовую 28-см башню корабля. «Копос» продолжал стрелять по отступающим кораблям с дистанции около 3 км, пока те не скрылись в тумане.
Выйдя вниз по фьорду из зоны действия крепостных орудий, «Лютцов» использовал свою оставшуюся башню «Бруно» для обстрела защитников с расстояния 9-10 км.

## Результаты
Гарнизон Оскарсборга выполнил свою задачу и не допустили противника к столице. Запланированный государственный переворот в Осло с целью заставить капитулировать норвежское правительство, был заменен сухопутным наступлением вверх по Ослофьорду. Эффект от задержки немецкого наступления был немедленным и значительным. 9 апреля в Эльверуме смог собраться стортинг и дать кабинету министров широкие полномочия на управление страной до тех пор, пока парламент не сможет собраться вновь. Таким образом, норвежское правительство смогло продолжать оборону Норвегии вплоть до эвакуации в Великобританию.

## В массовой культуре
Эпизод фильма «Выбор короля» (2016) посвящён этому бою.